# Wiesen, Schweiz
Wiesen (rätoromanska: Tain) är en ort i Davos kommun i regionen Prättigau/Davos i kantonen Graubünden, Schweiz. Wiesen var tidigare en kommun i distriktet Albula, men från och med 2009 utgör Wiesen den västligaste av sex kommundelar ("Fraktionsgemeinden") i kommunen Davos och tillhör därmed distriktet (från och med 2016 regionen) Prättigau-Davos.
Wiesen består av en by som ligger norr om floden Landwasser, en halvmil innan dess utflöde i Albula-floden.

## Historia
Området användes för fäboddrift av bönder i Alvaneu, fram till dess att walsertyskar från Davos under 1200-talets slut började odla mark och därmed lade grunden till den nuvarande byn. Kyrkan byggdes på 1490-talet och blev reformert 1553. Numera finns dock en betydande katolsk minoritet, som söker kyrka i Davos Platz.
Sedan 1870-talet är Wiesen känt som kurort och sedan 1909 har den en järnvägsstation på Rhätische Bahn.